# Leasing

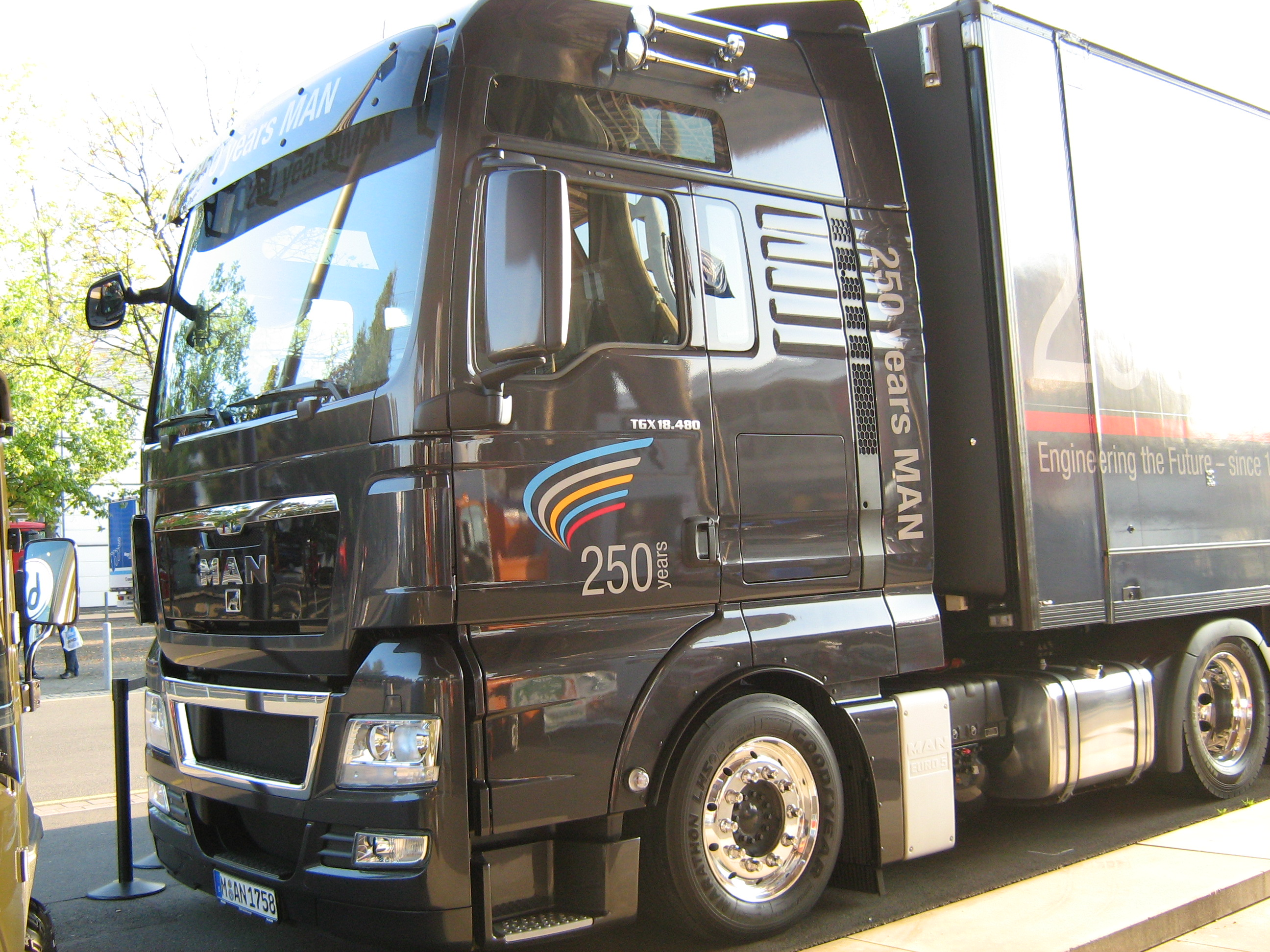
Fast zwei Drittel des Leasingvolumens in Deutschland entfallen auf Straßenfahrzeuge

Leasing ([ˈliːzɪŋ]; von englisch to lease ‚mieten‘, ‚pachten‘) ist in der Wirtschaft der Anglizismus für ein Dauerschuldverhältnis, das die Vermietung oder Verpachtung von Wirtschaftsobjekten zum Inhalt hat.

## Allgemeines
Wirtschaftsobjekte sind Immobilien oder Mobilien, die beim Leasing als Leasingobjekte bezeichnet werden. Vertragsparteien beim Leasingvertrag sind der Leasinggeber, der als Eigentümer einem Leasingnehmer das Leasingobjekt für eine bestimmte Nutzungsdauer zum unmittelbaren Besitz als Nutzungsrecht überlässt. Der Leasingnehmer muss das Leasingobjekt nicht selbst kaufen und finanzieren, so dass es sich beim Leasing um ein  Kreditsubstitut handelt, weil der Leasingnehmer keine Bankkredite aufnehmen muss.

## Geschichte
Das erste gewerbliche Leasing wird mit der im Mai 1877 gegründeten „Bell Telephone Company“ assoziiert, die sich entschloss, Telefone nicht mehr zu verkaufen, sondern zu vermieten. Erste Leasinggesellschaft war weltweit die im Mai 1952 in San Francisco gegründete United States Leasing Corporation (USL). Die USL nutzte die Bank of America als Kreditgeber für die Refinanzierung der Leasingobjekte. Der Durchbruch kam, als 1955 die umfangreiche holzverarbeitende Industrie im Westen der USA Vorteile im Leasing sah. Im Februar 1962 wurde die Deutsche Leasing GmbH gegründet, die Rechtsvorgängerin der heutigen Deutsche Leasing.

## Begriffliche Abgrenzung
Der Bundesgerichtshof (BGH) ordnet den Leasingvertrag in ständiger Rechtsprechung „in erster Linie“ einem Mietvertrag im Sinne der §§ 535 ff. BGB zu. Er gilt als atypischer Mietvertrag, weil wie beim Mietvertrag eine Nutzungsüberlassung vorliegt, wobei die Sach- und Preisgefahr – abweichend vom Mietrecht – ausdrücklich auf den Leasingnehmer überwälzt wird. Beim Leasingvertrag sind sich die Vertragsparteien darüber einig, dass die vereinbarten Leasingraten nicht nur das Entgelt für die Gebrauchsüberlassung darstellen, sondern auch den Schuldendienst und den Gewinn des Leasinggebers decken sollen.
Von der Miete unterscheidet sich Leasing auch dadurch, dass die mietvertraglich geschuldete Wartungs- und Instandsetzungsleistung bzw. der Gewährleistungsanspruch auf den Leasingnehmer überwälzt wird. Dies geschieht im Austausch gegen die Abtretung der Kaufrechte seitens des Leasinggebers und die Finanzierungsfunktion beim Leasing. Der Leasingnehmer trägt hierbei die Sach- und Preisgefahr. Leasingverträge sind somit „atypische“ Mietverträge.
Als Leasinggeber treten sowohl unabhängige Leasingunternehmen auf, als auch mit den Interessen einer Bank oder eines Herstellers verbundene Leasingunternehmen. Leasingverträge können mit zusätzlichen Vereinbarungen wie der Übernahme der Wartung des überlassenen Objekts durch den Leasinggeber gegen einen monatlichen Pauschalpreis verbunden sein. Seit Ende 2008 ist Finanzierungsleasing in Deutschland eine erlaubnispflichtige Finanzdienstleistung im Sinne des Kreditwesengesetzes (KWG).
Leasing ist populär, weil die psychologische Hemmschwelle beim Abschluss eines Vertrages niedriger ist als bei der Stellung eines Kreditantrages bei einer Bank. Je nach Einzelfall kommen Steuer- und / oder Bilanzvorteile zum Tragen.
Das zivilrechtliche Eigentum und das wirtschaftliche Eigentum können bei Leasinggeschäften auseinanderfallen. Eine besondere Schwierigkeit liegt darin, dass nationale steuerrechtliche Bestimmungen und internationale Rechnungsführungsstandards wie US-GAAP und IFRS die wirtschaftliche Zuordnung des Leasingobjektes zum Leasinggeber oder zum Leasingnehmer unterschiedlich treffen. Im deutschen Sprachraum wird unter Leasing meist ein Nutzungsüberlassungsvertrag verstanden, bei dem der Leasinggeber zivilrechtlich Eigentümer des Leasingobjektes bleibt. Andere Konstellationen werden als Mietkauf bezeichnet. Im internationalen Sprachgebrauch ist unabhängig von der Frage, wem das wirtschaftliche Eigentum am Objekt zuzuordnen ist, die Bezeichnung Lease mit Unterscheidungen beispielsweise in Operate Lease und Capital Lease üblich.

## Leasinggeschäft

### Typischer Ablauf
Beim Leasing von mobilen Investitionsgütern bestellt meist eine Leasinggesellschaft ein vom Leasingnehmer gewünschtes Objekt oder tritt in einen bereits abgeschlossenen Kaufvertrag ein. Der Leasingnehmer bestimmt Fabrikat, spezielle Ausstattungsoptionen und den Lieferanten und hat im Allgemeinen auch den Preis mit dem Lieferanten ausgehandelt. Die Kosten der Beschaffung und Finanzierung des Objektes durch die Leasinggesellschaft sind durch einen gleichzeitig geschlossenen Nutzungsüberlassungsvertrag über das Objekt mit dem Leasingnehmer mit garantierten Mindesterlösen während der Laufzeit ganz oder zu einem wesentlichen Teil gegenfinanziert. Für die Annahme eines Leasingantrages durch eine Leasinggesellschaft sind hauptsächlich die Bonität des Antragstellers und die Bewertung des Objektes entscheidend. Objekte, die gebraucht schwer verkäuflich sind, zu teuer vom Vertragsnehmer eingekauft wurden oder die technologisch veraltet sind oder eine Veraltung unmittelbar bevorsteht, stellen eine unzureichende Sicherheit für den Leasinggeber dar. Sicherheiten wie Mietvorauszahlungen, Kautionen oder Depotzahlungen können zur Reduzierung des Risikos des Leasinggebers zur Abschlussbedingung gemacht werden.
Über Kauf und Leasing wird häufig parallel verhandelt, wenn ein Interessent ohne feststehende Finanzierung keinen Kaufvertrag eingehen kann. Absprachen zwischen Lieferant und Leasinggesellschaft, von denen der Interessent keine Kenntnis hat, sind üblich. So kann der Lieferant der Leasinggesellschaft einen günstigeren Kaufpreis zur Ermöglichung einer preiswerten Finanzierung anbieten oder Verpflichtungen zur Verwertung des Objektes bei Vertragsende eingehen. Falls der Lieferant den Kontakt zur Leasinggesellschaft hergestellt hat, bekommt er andererseits meist eine Vermittlungsprovision.
Der Leasingnehmer zahlt Leasingraten, die die Kosten für den Verzehr des Objektes während der Leasingzeit, dessen Finanzierung sowie einen Aufschlag für Verwaltungskosten und Gewinn des Leasinggebers decken. Vereinbarte Nebenleistungen des Leasinggebers wie Versicherung des Objektes oder Wartung des Objektes werden in Service-Leasingverträgen pauschaliert durch Aufschläge abgerechnet.
Nach Ende des Leasingvertrages und in der Annahme, dass der Leasingnehmer eine eventuelle Kauf- oder Verlängerungsoption nicht ausübt, kann der Leasinggeber über das Leasingobjekt wieder verfügen. Verkauf an den Leasingnehmer oder einen Dritten, Weitervermietung an den Leasingnehmer oder einen Dritten, Einlagerung und Verschrottung sind mögliche Verwertungsoptionen. Häufig ist der ursprüngliche Lieferant des Objektes eingebunden. So nehmen Autohändler meist im Auftrag der Leasinggesellschaft Zustand und sonstige für die Endabrechnung erforderliche Daten bei Rückgabe des Fahrzeuges auf und kümmern sich um den Verkauf am Gebrauchtwagenmarkt.
An Leasinggeschäften können neben dem Leasinggeber, dem Leasingnehmer und dem Lieferanten des Leasingobjekts weitere Parteien beteiligt sein. Beispiele sind Sicherheitengeber, die eine Kaution stellen oder eine Bürgschaft eingehen, Vermittler, die von der Leasinggesellschaft eine Provision erhalten, und Banken, die die Forderung aus einem Leasingvertrag ankaufen und das Bonitätsrisiko übernehmen.

### Klassifikation

#### Nach dem Leasinggeber
- Herstellerleasing: Der Hersteller des Leasinggutes ist der Leasinggeber. Diese Konstellation findet allerdings in der Praxis so keine Anwendung. In der Regel unterhalten Hersteller eigene Leasinggesellschaften als Tochterunternehmen. Über diese wird eine Art „Herstellerleasing“ realisiert. Ein typisches Beispiel hierfür sind die Leasinggesellschaften der großen Automobilhersteller. Leasingunternehmen mit dem Namen eines Herstellers müssen weder zu 100 % Tochterunternehmen des Herstellers, noch überhaupt Tochterunternehmen des Herstellers sein. An dem Unternehmen Linde Leasing GmbH haben beispielsweise die Unternehmen IKB Leasing GmbH und Dresdner Bank AG einen Firmenanteil von zusammen 55 % (Stand 2009). Im Regelfall handeln diese Gesellschaften jedoch durch vertragliche Vereinbarungen in Abstimmung mit den Interessen des Herstellers.
- Leasing bei Leasinggesellschaften ohne Herstellerbindung: Der Leasinggeber ist nicht der Hersteller des Leasinggutes. Er ist eine rechtlich selbständige Leasinggesellschaft ohne Interessensverbindung mit einem Hersteller, die einem Leasingnehmer ein bestimmtes Leasingobjekt zur Nutzung überlässt (Dreiecksbeziehung). Der Leasinggeber finanziert das Leasingobjekt und bezieht aus der Finanzierung seinen Gewinn. Eine an keine Herstellerinteressen gebundene Leasinggesellschaft kann bei dem Ersatz einer geleasten Ausrüstung durch die eines anderen Herstellers ein kooperativerer Partner sein. Das Leasing von Fahrzeugflotten mit dem Einsatz von Fahrzeugen verschiedener Hersteller bieten auch nur freie Leasinggesellschaften an.

Die Interessen von Leasinggesellschaften können unterschiedlich sein. Bei einem der Absatzförderung verpflichteten Herstellerleasingunternehmen kann bei Vertragsende das Interesse am Leasing eines neuen Objektes überwiegen, während eine ungebundene Leasinggesellschaft mit einer Vertragsverlängerung Gewinne erwirtschaftet.
Finanzierungsgesellschaften großer Hersteller haben meist besseren Zugang zu preiswerten Finanzmitteln am Kapitalmarkt als mittelständische Leasingunternehmen. Zur Absatzförderung der Produkte werden diese Vorteile häufig in Form preiswerter Leasingangebote an Leasingnehmer weitergegeben.

#### Nach dem Leasingnehmer
- Privatleasing
- Gewerbliches Leasing

Organisationen wie Freiberufler, Vereine, staatliche Institutionen usw. sind weder Privatpersonen noch Gewerbetreibende, werden aber meist wie gewerbliche Leasingkunden eingeordnet.

#### Nach speziellen Vertragsverhältnissen
- Sale and Lease-Back:

Das Unternehmen verkauft Objekte aus seinem Besitz an eine Leasinggesellschaft und least sie dann zurück. Dadurch gewinnt das Unternehmen kurzfristig Liquidität, hat aber in der Folge kontinuierliche Liquiditätsbelastungen durch die Leasingraten. Bilanz- und Steuervorteile können weitere Gründe für Geschäfte dieser Art sein.
- Großobjekt-Leasing:

Für Großobjekte, beispielsweise ein Verkehrsflugzeug, wird eine Leasinggesellschaft gegründet, die nur dieses eine Objekt verleast und die komplexe Finanzierung der Beschaffung organisiert.

#### Nach der Ausrichtung der Leasinggesellschaft
Je nach Ausrichtung der Leasinggesellschaft als reiner Finanzierer oder als Unternehmen mit aktivem Wissen in Beschaffung und Verwertung bestimmter Produktgruppen unterscheidet man die angebotenen Leasingverträge in
- Operatives Leasing und
- Finanzierungsleasing

#### Nach den verleasten Objekten
- Mobilienleasing
- Immobilienleasing
- Fahrzeugleasing (Spezialfall von Mobilienleasing)
- Flottenleasing (Spezialfall von Fahrzeugleasing)

#### Nach der Lokalität des Geschäftssitzes von Leasinggeber und Leasingnehmer
- Cross-Border-Leasing
- inländisches Leasing

Wenn Leasinggeber und Leasingnehmer ihren Geschäftssitz in unterschiedlichen Ländern haben, spricht man von Cross-Border-Leasing. Die übliche Konstellation des Geschäftssitzes beider Vertragspartner im selben nationalstaatlichen Steuerraum wird normalerweise nicht gesondert bezeichnet, gelegentlich taucht der Begriff Domestic Leasing auf. Die unterschiedliche steuerliche Behandlung von Leasing in den verschiedenen Ländern erlaubt zahlreiche steuersparende Varianten, die meist jedoch nach einiger Zeit durch die Finanzbehörden der beteiligten Länder unterbunden werden. So war es beispielsweise bis 2009 für Österreicher attraktiv, Fahrzeuge in Deutschland zu leasen. Durch eine Entscheidung der EU zur Umsatzsteuerbehandlung entfielen die Vorteile zum 1. Januar 2010.

#### Nach der Vertragsbeziehung zwischen Leasinggeber und Leasingnehmer
- direkte Vertragsbeziehungen
- indirekte Vertragsbeziehungen durch Untervermietung

Gelegentlich treten Händler wie Leasinggesellschaften gegenüber ihren Kunden auf. Wegen der besseren Kundenbindung hat die gesamte Abwicklung durch einen Händler Vorteile; der Leasingnehmer hat zudem nur einen Ansprech- und Vertragspartner. Der Händler least das Objekt seinerseits bei einer Leasinggesellschaft, die das Bonitätsrisiko auf den Endkunden abstellt, ohne mit diesem selbst in Kontakt zu treten. Unterschieden werden direkte Vertragsbeziehungen zu einem Leasingnehmer und indirekte Vertragsbeziehungen als Händlerleasing mit Untervermietung und Risikoabstellung auf den Untermieter. Ist das Bonitätsrisiko hingegen auf den Händler selbst abgestellt, dem ein Recht auf Untervermietung eingeräumt wird, handelt es sich um einen direkten Leasingvertrag mit dem Händler, der dann auch bei Ausfall seines Untermieters an den Leasingvertrag gebunden ist.
Auch einige kleinere Leasinggesellschaften und Leasingagenturen arbeiten nach diesem Modell. Es sind im Prinzip Vertriebsorganisationen, die ihre Kunden selbst betreuen, aber das eigentliche Leasinggeschäft mit Bonitätsprüfung, Anlagenverwaltung, Refinanzierung usw. und sämtliche Risiken einem Dritten überlassen.

#### Nach dem Vertriebsweg
- direkter Vertrieb
- Vendorleasing

Beim Vendorleasing arbeitet eine Leasinggesellschaft mit einem Händler zusammen, der bei vielen Geschäftsvorfällen auf Grund von Kooperationsvereinbarungen an Stelle der Leasinggesellschaft agiert. Beispielsweise kennt er die aktuell gültigen Konditionen und kann Leasing und Kauf in einem Angebot anbieten. Bei einem Innovationswunsch kann der Händler häufig Ablösekosten eines eventuell noch laufenden alten Vertrages ohne Einschaltung der kooperierenden Leasinggesellschaft ermitteln und in Angebote einbeziehen.
Beim direkten Vertrieb verhandelt die Leasinggesellschaft in jeder Geschäftsphase selbst mit dem Leasingnehmer.

#### Nach dem Objektwert
- Small-Ticket-Leasing
- Big-Ticket-Leasing

Die Begriffe werden ohne genaue Definition verwendet. Unter Small-Ticket-Leasing werden meist Objekte unter 25.000 Euro Anschaffungswert wie kleine Computernetzwerke, Bürokopierer, Telefonanlagen für kleinere Unternehmen, Medizintechnik usw. verstanden. Big-Ticket-Leasing bedeutet Immobilien, Verkehrsflugzeuge, Fahrzeugflotten usw. ist aber auch ohne Definition eines Mindestobjektwertes. Keinen eigenen Begriff gibt es für Objektwerte dazwischen.

## Leasingvertrag
Leasingverträge sind sogenannte Verträge sui generis, d. h., sie sind nicht ausdrücklich durch Gesetze geregelt.

### Grundtypen
- Vollamortisation:

In diesem Fall werden innerhalb der vereinbarten Laufzeit die Anschaffungskosten des Leasinggegenstandes und die Finanzierungskosten vollständig bezahlt, es erfolgt jedoch kein Eigentumsübergang. Der geleaste Gegenstand hat noch einen Restbuchwert.
- Teilamortisation (Restwert-Leasing):

Der Leasingnehmer bezahlt einen Teil der Anschaffungskosten des Leasingobjektes und dessen Finanzierungskosten. Nach Auslaufen des Vertrages (Vertragsende) gibt es einen kalkulierten Restwert. Dieser Restwert kann mit Vertragsoptionen des Leasinggebers oder des Leasingnehmers verbunden sein. Übliche Vertragsvereinbarungen sind:
- Verlängerungsoption mit Leasingratenkalkulation auf Basis des Restwertes
- Kaufoption des Leasingnehmers
- Andienungsrecht des Leasinggebers
- Klauseln zur Beteiligung des Leasingnehmers an einem Verwertungserlös über kalkuliertem Restwert bzw. Pflicht zum Ausgleich der Differenz aus einem Verwertungserlös unter kalkuliertem Restwert

Um die Klassifizierung als Mietkaufgeschäft zu vermeiden, darf ein Eigentumsübergang an den Leasingnehmer bei Vertragsabschluss nicht feststehen. Von einem Andienungsrecht wird der Leasinggeber nur Gebrauch machen, wenn der Marktwert des Objektes zum Zeitpunkt des Vertragsendes kleiner als der kalkulierte Restwert ist.
Dadurch dass bei der Teilamortisation nicht der Leasinggegenstand gänzlich abbezahlt werden muss, sind die Leasingraten bei identischer Laufzeit kleiner als bei der Vollamortisation. Bei gleichen Raten hat der Vollamortisationsvertrag eine längere Laufzeit als der Teilamortisationsvertrag.
- kündbare Leasingverträge:

Bei der vorzeitigen Beendigung eines Leasingvertrages ist ein Leasingnehmer auf das Angebot des Leasinggebers zur Einwilligung in diese Vertragsveränderung angewiesen. Bei kündbaren Leasingverträgen stehen die Konditionen für eventuelle vorzeitige Beendigungen hingegen bei Vertragsabschluss bereits fest. Um eine Klassifikation des Vertrages als Mietkaufvertrag nach deutschem Steuerrecht zu vermeiden, ist eine Kündigung jedoch frühestens nach Ablauf von 40 % der betriebsgewöhnlichen Nutzungsdauer des Objektes möglich.

### Varianten
- Leasingverträge mit vereinbarten Depotzahlungen:

Hierbei handelt es sich häufig um eine Sonderform von Teilamortisationsverträgen. Schon bei Vertragsbeginn wird der Restwert exklusive Umsatzsteuer in Form eines Depots hinterlegt. Durch diese Hinterlegung reduziert sich sowohl die monatliche Leasingrate als auch das Bonitätsrisiko des Leasinggebers. Depotzahlungen müssen nicht mit einem Restwert in Verbindung stehen und müssen auch nicht die Leasingraten reduzieren. Depotzahlungen des Leasingnehmers oder eines Dritten können die Funktion einer Sicherheit analog einer verzinsbaren Kaution haben.
- Leasingverträge mit einer vereinbarten Mietvorauszahlung:

Eine Mietvorauszahlung, die bei Vertragsbeginn oder bei Annahme des Leasingvertrages durch die Leasinggesellschaft zu bezahlen ist, reduziert die während der Vertragslaufzeit zu leistenden Leasingraten. Eine Mietvorauszahlung senkt zudem das Ausfallrisiko für die Leasinggesellschaft. Je nach Bonität des Leasingnehmers und Fungibilität des Leasingobjektes wird eine Mietvorauszahlung häufig zur Abschlussbedingung gemacht. Bei Objektbeschaffungskosten von 25.000 € und einer Mietvorauszahlung von 5000 € muss die Leasinggesellschaft lediglich 20.000 € finanzieren. Gelegentlich werden auch während der Laufzeit eines Leasingvertrages Mietvorauszahlungen vereinbart, die dann die Folgeraten reduzieren. Konzernstellen und Behörden nutzen diese Möglichkeit, um sonst verfallende Jahresbudgets aufzubrauchen. Eine Mietvorauszahlung kann für Steuerpflichtige, die nur eine Einnahmen-Überschuss-Rechnung erstellen müssen, mit steuerlichen Vorteilen verbunden sein.
- Leasingverträge mit einem Andienungsrecht:

Teilamortisationsverträge beinhalten häufig ein Andienungsrecht des Leasinggebers. Findet der Leasinggeber keine den kalkulierten Restwert deckende Verwertung des Leasingobjektes bei Laufzeitende, kann er den Kauf des Objektes durch den Leasingnehmer über das Andienungsrecht erzwingen. Der Leasingnehmer garantiert über das Andienungsrecht praktisch den kalkulierten Restwert, hat aber seinerseits keine Möglichkeit, den Verkauf an ihn zum kalkulierten Restwert zu verlangen. Ist der Verkehrswert bei Vertragsende höher als der kalkulierte Restwert, wird die Leasinggesellschaft den höheren Preis verlangen.
- Leasingverträge mit gestaffelten Leasingraten:

Leasingraten können auf verschiedene Weisen gestaffelt werden, zum Beispiel kann ein saisonaler Betrieb höhere Raten in der Saison als außerhalb zahlen, oder ein neu anlaufendes Unternehmen, das sich erst etablieren will, zunächst niedrigere Raten anbieten, um seine Liquidität zu schonen.
- Leasingverträge mit variablen Leasingraten:

Leasingverträge mit variablen Leasingraten werden selten angeboten. Wenn ein Leasingnehmer fallende Zinsen erwartet, kann eine entsprechende Refinanzierung des Leasinggebers mit variablem Zins und laufender Anpassung der Leasingraten eine attraktive Option sein. Manche Leasingnehmer sind nicht an planbaren Kosten in Euro, sondern an planbaren Kosten in Dollar oder einer anderen Währung interessiert. Eine entsprechende Refinanzierung des Leasinggebers und laufende Anpassung der vereinbarten Leasingrate an den aktuellen Devisenkurs ist dann eine Option.
- Leasingverträge mit einer Beteiligung des Leasingnehmers am Verwertungserlös:

Eine Beteiligung des Leasingnehmers am Verwertungserlös eines Objektes beziehungsweise bei Teilamortisationsverträgen an dem den kalkulierten Restwert übersteigenden Anteil kann für beide Vertragspartner von Vorteil sein, da es ein höheres Interesse des Leasingnehmers an einer guten Instandhaltung des Leasingobjektes begründet. Um die steuerlichen Kriterien für Leasingverträge einzuhalten, ist die Beteiligung des Leasingnehmers auf 75 % des den kalkulierten Restwert übersteigenden Erlöses begrenzt.
- Fahrzeugleasingvertrag mit Kilometerbegrenzung:

Bei dieser Art des Leasingvertrages wird vertraglich eine maximale Kilometerlaufleistung für das Leasingfahrzeug festgelegt. Bei Rückgabe des Fahrzeuges wird dessen Kilometerstand abgerechnet. Wurde die festgelegte Kilometerlaufleistung überschritten, so muss der Leasingnehmer eine Nachzahlung leisten. Umgekehrt erhält der Leasingnehmer auch eine Auszahlung wenn die Kilometerlaufleistung unterschritten wurde. Leasingverträge dieser Art beinhalten meist einen kalkulierten Restwert, den der Leasingnehmer aber nicht garantiert, sondern der ein Risiko des Leasinggebers darstellt. Für den Leasinggeber hängt der kalkulierte Verkehrswert eines Fahrzeuges wesentlich von der km-Leistung ab.
- Fahrzeugleasingvertrag mit Restwertfixierung:

Schließt man einen Leasingvertrag mit Restwertfixierung ab, so wird der Verkehrswert des Leasingfahrzeuges bei Vertragsende ermittelt. Somit werden bei der Rückgabe neben den gefahrenen Kilometern auch der äußere und technische Zustand des Fahrzeuges sowie die Situation am Gebrauchtwagenmarkt berücksichtigt. Liegt der so ermittelte Verkehrswert unter dem im Leasingvertrag vereinbarten Restwert, ist die Differenz vom Leasingnehmer zu tragen. Bei einem Verkehrswert über vereinbarten Restwert kann eine Beteiligung des Leasingnehmers an dem Mehrerlös vereinbart sein. Das Restwertrisiko liegt bei diesen Verträgen beim Leasingnehmer, insbesondere auch das Risiko gestörter Gebrauchtwagenmärkte bei Leasingvertragsende.
- Service-Leasing:

Bei Service-Leasing zahlt der Leasingnehmer zusätzlich zur Leasingrate eine fixe Pauschale für eine bestimmte Serviceleistung wie Fahrzeuginspektion, Fahrzeugreparatur, Reifenersatz usw. Der Leasingnehmer hat dadurch feststehende, fixe monatliche Kosten für die Kalkulation seines Geschäftes. Der Leasinggeber muss diese Kosten kalkulieren und den asynchronen Anfall von Einnahmen und Aufwendungen finanziell managen. Die Kalkulation hat Parallelen zum Versicherungsgeschäft, Eventualrisiken können nur über große Bestände ausgeglichen werden. Der Leasinggeber muss ein intensives Produktwissen haben.
- Flotten-Leasing:

Flotten-Leasing ist ein Spezialfall von Service-Leasing. Gegenstand des Leasingvertrages und seiner Kalkulation ist nicht ein einzelnes Objekt, sondern eine Sachgesamtheit wie ein Fahrzeugpark. Die vereinbarten Serviceleistungen sind häufig sehr weitreichend und schließen beispielsweise Tankabrechnungen oder Ersatzfahrzeuge ein. Vereinbarte Kilometerleistungen der Fahrzeuge werden häufig unter den Fahrzeugen einer Flotte verrechnet. Oft handelt es sich nicht um Leasing-Verträge im eigentlichen Sinn, sondern um komplexe Verträge im Bereich von Outsourcing, mit denen Administration, Unterhalt, Finanzierung und kontinuierliche Erneuerung der Geschäftsfahrzeuge einem Dienstleistungsunternehmen übertragen werden.
- Null-Leasing:

Null-Leasing ist mehr ein Marketingbegriff als eine fundierte Vertragsgestaltungsvariante. Die Leasingraten enthalten aus der Sicht des Leasingnehmers keinen Aufschlag für Finanzierung, Verwaltung usw. Diese Leasingbewerbung wird insbesondere in der Automobilbranche als ein Instrument der Absatzförderung verwendet. Null-Leasing ergibt sich häufig in der Darstellung auch dadurch, dass die Berechnung von Listenpreisen ausgeht. Tatsächlich zahlt kaum ein Käufer z. B. eines PKWs den Listenpreis. Die Käufern gewährten Rabatte dienen gelegentlich zur Subventionierung der Finanzierung. Ausgehend von marktüblichen Verkaufspreisen handelt es sich mithin häufig nicht um Null-Leasing. Die Sicht der Leasinggesellschaft, Beschaffung zum marktüblichen Verkaufspreis abzüglich eventueller Großkundenrabatte und Subventionen des Herstellers, und die Sicht des Leasingnehmers, Objektwert gleich Listenpreis, führen zu unterschiedlichen Bewertungen des Leasinggeschäftes. Manchmal werden Leasinggeschäfte von Herstellern zur Absatzförderung jedoch auch subventioniert. Anders als eine Senkung von Listenpreisen oder hohe Rabatte auf Listenpreise beschädigt das ein Qualitätsimage einer Marke nicht. Vorteile versprechen sich Hersteller durch die Subvention auch für Folgegeschäfte, die sie durch eine dauerhafte Kundenbindung über den Leasingvertrag und die genaue Kenntnis des Datums einer notwendigen Ersatzbeschaffung erleichtert sehen.
Der Begriff Null-Leasing wird manchmal auch für Vertragsgestaltungen insbesondere von Fahrzeugleasingverträgen benutzt, bei der eine hohe Mietvorauszahlung, ein hoher kalkulierter Restwert und eine geringe maximale Kilometerleistung die monatlichen Raten auf Null reduzieren. Der Verzehr des Objektes während der Leasingvertragslaufzeit ist praktisch durch die Mietvorauszahlung bezahlt. Falls der Leasingnehmer das Risiko für den meist hohen Restwert trägt, kann diese Variante mit erheblichen Kosten am Vertragsende verbunden sein.

## Steuer- und Bilanzrecht

### Steuerrechtliche Abgrenzung
Im nationalen Steuerrecht werden Kriterien definiert, die Leasingverträge von Mietkaufverträgen, Abzahlungsgeschäften usw. abgrenzen. Die Kriterien sind von Land zu Land variierend. Werden die Kriterien für die wirtschaftliche Zuordnung des Objektes zum Leasinggeber nicht erfüllt, wird ein zivilrechtlicher Leasingvertrag steuerlich wie ein Mietkaufvertrag oder ein Abzahlungsgeschäft behandelt. In diesem Fall ist der Vertragsnehmer wirtschaftlicher Eigentümer des Objektes.
Gewerbetreibende können Steuer- und Bilanzvorteile mit der Beschaffung von Investitionsgütern durch Leasing nur dann erzielen, wenn der Leasinggeber wirtschaftlicher Eigentümer der Objekte ist.
Ein Leasingvertrag, der steuerrechtlich wie ein Mietkaufvertrag oder ein Abzahlungskauf gewertet wird, bleibt zivilrechtlich ein Leasingvertrag. Eine zivilrechtliche Übertragung des juristischen Eigentums am Laufzeitende erfordert die zivilrechtliche Gestaltung als Mietkaufvertrag.

#### Deutschland
Eine Eigentumsübertragung an den Leasingnehmer darf nicht das fest vereinbarte oder wahrscheinliche Ziel eines Leasingvertrages sein, der ansonsten steuerrechtlich als Mietkaufvertrag qualifiziert wird. Eine vereinbarte Kaufoption des Leasingnehmers darf nicht günstig sein, also beispielsweise unter dem Buchwert des Objektes bei Vertragsende liegen, da der Gesetzgeber in diesem Fall unterstellt, dass das Ausüben der Kaufoption bereits bei Abschluss des Vertrages feststeht und die Eigentumsübertragung das eigentliche Ziel ist. Wenn das Vertragsobjekt durch eine Vertragsdauer nahe der betriebsgewöhnlichen Nutzungsdauer praktisch verzehrt ist, ordnen die Finanzbehörden das wirtschaftliche Eigentum dem Vertragsnehmer zu. Bei einem Vollamortisationsvertrag über eine kurze Laufzeit gehen die Finanzbehörden davon aus, dass das wirtschaftlich unvernünftig ist und unterstellen verdeckte Nebenabreden zur Eigentumsübertragung.
Ein Nutzungsüberlassungsvertrag über ein mobiles Wirtschaftsgut wird steuerrechtlich wie ein Mietkaufvertrag mit Zuordnung des wirtschaftlichen Eigentums am Objekt zum Vertragnehmer qualifiziert, wenn
- bei Vollamortisationsverträgen die Laufzeit des Vertrages kleiner als 40 % oder größer als 90 % der betriebsgewöhnlichen Nutzungsdauer des Objektes ist (40-90-Regel)
- eine Verlängerungsoption vereinbart ist, wobei der Barwert der Verlängerungsmiete kleiner ist als der Buchwert des Objektes zum Optionszeitpunkt
- eine Kaufoption vereinbart ist, wobei der Kaufoptionspreis kleiner ist als der Buchwert des Objektes zum Optionszeitpunkt
- eine Beteiligung des Vertragsnehmers an den kalkulierten Restwert übersteigenden Verwertungserlösen des Vertragsgebers nach Laufzeitende von mehr als 75 % vereinbart ist
- ein nicht fungibles Objekt Gegenstand des Vertrages ist

Trifft keines dieser Kriterien zu, wird das wirtschaftliche Eigentum am Objekt dem Leasinggeber zugeordnet, und der Vertrag wird auch steuerlich als Leasingvertrag mit wirtschaftlicher Zurechnung des Objektes zum Leasinggeber qualifiziert. Für Immobilienleasing gelten abweichende Kriterien.
Leasingfähige Güter mit Zuordnung zum Leasinggeber nach Steuerrecht oder Wirtschaftsrecht können Mobilien, Immobilien und bedingt immaterielle Wirtschaftsgüter sein, sofern diese auch für Dritte von Nutzen sind und fungibel sind. Ein speziell für ein Unternehmen hergestelltes und nur von diesem nutzbares Objekt ist steuerrechtlich allerdings immer dem Leasingnehmer zuzuordnen (sog. Spezial-Leasing).
Bei einem Mietkaufvertrag ist das Objekt dem Mietkäufer wirtschaftlich zuzurechnen. Dieser muss sowohl das Objekt als auch die Verpflichtungen aus dem Mietkaufvertrag in seine Bilanz aufnehmen. Die monatlichen Kosten bestehen aus dem Zinsanteil der Mietkaufraten und der Abschreibung des Objektes.
Bei einem die steuerrechtlichen Bestimmungen erfüllenden Leasingvertrag ist das Objekt dem Leasinggeber wirtschaftlich zuzurechnen. Die Leasingraten sind in voller Höhe die monatlich ansetzbaren Kosten eines gewerblichen Leasingnehmers, der das Objekt weder als Anlagevermögen ausweist, noch Dauerschulden aus dessen Finanzierung bilanzieren muss.
20 % der Leasingraten für bewegliche Anlagegüter (§ 8 Nr. 1d) GewStG) und 50 % (bis 31. Dezember 2009: 65 %) der Leasingraten für unbewegliche Anlagegüter (§ 8 Nr. 1e) GewStG) sind seit der Unternehmenssteuerreform 2008 von gewerblichen Leasingnehmern dem Gewinn zur Ermittlung der Bemessungsgrundlage für die Gewerbesteuer wieder hinzuzurechnen. Die gewerbesteuerlichen Vorteile von Leasing sind damit praktisch entfallen, zumal gleichzeitig die Einbeziehung von bezahlten Zinsen für Kredite in den Gewerbeertrag reduziert wurde. In einer Publikation des Forschungsinstitut für Leasing an der Universität zu Köln wird eine Benachteiligung von Leasing festgestellt.

#### Schweiz
Leasing wird in der Schweiz als Gebrauchsüberlassung besonderer Art qualifiziert. Die Bilanzierung des Eigentums beim Leasinggeber und vollständiger Ansatz der Leasingraten, dort Leasingzinsen genannt, als Betriebsausgabe des Leasingnehmers ist die übliche Rechnungslegung dieser Geschäfte. Die Rechtsprechung und Empfehlungen des Schweizerischen Leasingverbandes (SLV), der nach eigenen Angaben die meisten Schweizer Leasingunternehmen vertritt, definieren die Bedingungen für die vorgenannte Behandlung unscharf. Die Laufzeiten der Leasingverträge sind an den Abschreibungszeiten zu orientieren und eine Steuerumgehungsabsicht muss ausgeschlossen sein. Ein Finanzierungsleasingvertrag (nach Definition von Finanzierungsleasing in der Schweiz) soll nach einem Codex des SLV zwei Drittel der wirtschaftlichen Nutzungsdauer des Leasingobjektes nicht unterschreiten. Nennenswerte Steuervorteile können schweizerische Leasingnehmer nach Angaben des SLV nicht erzielen.

#### Österreich
Das Bundesministerium für Finanzen trifft in den Einkommensteuerrichtlinien 2000 (EStR 2000; Rz. 135 ff.) eine der deutschen Mietkaufdefinition entsprechende Abgrenzung zu Leasing, im Detail gibt es jedoch Abweichungen für die Festlegung der Zurechnung eines Leasingobjektes zum Leasinggeber oder zum Leasingnehmer.
Eine Reihe von Besonderheiten gibt es im Fahrzeugleasing. Der Vorsteuerabzug ist sowohl bei Kauf als auch bei Leasing ausgeschlossen. Eine Luxusgrenze begrenzt den maximal abschreibbaren Anschaffungspreis eines Fahrzeuges und mithin den anteilig als Betriebsausgabe ansetzbaren Anteil einer Leasingrate.

### Bilanzierung
Während steuerliche Vorteile des Leasings durch das jeweils nationale Steuerrecht und die dort getroffene Abgrenzung von Leasing zu Kaufgeschäften bestimmt werden, gelten für internationale Rechnungslegungsstandards wie US-GAAP und IFRS abweichende Definitionen. Dieses beschränkt die Gestaltungsmöglichkeiten von Leasingverträgen, wenn diese zur Erlangung von Bilanz- und Steuervorteilen nach allen Rechnungslegungsstandards die Klassifikation Leasing mit wirtschaftlicher Zuordnung des Objektes zum Leasinggeber erfüllen sollen.
Die steuerliche Zuordnung wird in Deutschland durch die Leasing-Erlasse des Bundesministeriums für Finanzen geregelt, wobei zwischen Mobilien-Erlassen und Immobilien-Erlassen unterschieden wird. Mietkauf und Leasing werden abgegrenzt.

#### US-GAAP
US-GAAP definiert in der Bestimmung SFAS 13 eine Unterscheidung in Capital Lease und Operating Lease. Während das deutsche Steuerrecht eine maximale Laufzeit von Leasingverträgen über 90 % der betriebsgewöhnlichen Nutzungsdauer des Objektes als Abgrenzung zu Mietkauf erlaubt, ist beispielsweise die Grenze für Operating Lease in SFAS 13 mit 75 % angesetzt.
Ein Leasingvertrag wird als Capital Lease qualifiziert, wenn eine der folgenden vier Bedingungen zutrifft, ansonsten handelt es sich um Operating Lease:
- Es erfolgt ein Eigentumsübertrag am Ende der Vertragslaufzeit.
- Es gibt eine für den Leasingnehmer vorteilhafte Kauf- oder Verlängerungsoption am Ende der Vertragslaufzeit. (bargain option)
- Die Vertragslaufzeit ist 75 % oder mehr der wirtschaftlichen Nutzungszeit des Objektes.
- Der Barwert aller vom Leasingnehmer zu leistenden Zahlungen, berechnet mit dem Effektivzins des Vertrages, beträgt 90 % oder mehr des Verkehrswertes des Objekts. (fair market value)
- Es handelt sich um Spezialleasing, das Objekt ist ohne größere Modifikationen für Dritte nicht nutzbar.

Der Leasingnehmer muss bei Capital Lease als Anlagevermögen den Barwert der künftig an den Leasinggeber zu entrichtenden Leasingzahlungen aktivieren. Diesem Aktivwert steht eine entsprechende Position als Verbindlichkeit aus dieser Leasingverpflichtung auf der Passivseite der Bilanz gegenüber. Die laufenden Leasingzahlungen werden in einem Tilgungsanteil und einen Zinsanteil gesplittet. Das Anlagegut selbst wird aktiviert und über die übliche Nutzungsdauer abgeschrieben.
Ein Nachteil dieser Bilanzierungsmethode für den Leasingnehmer ist die bilanzverlängernde Wirkung. Damit einher geht eine Verschlechterung der Eigenkapitalquote. Kann ein Leasingvertrag hingegen als Operating Lease qualifiziert werden, verschlechtert sich die Eigenkapitalquote nicht. Die Leasingraten sind Betriebsausgaben, Bilanzpositionen gibt es nicht.

#### IFRS
IFRS definiert in der Bestimmung IAS 17 eine Unterscheidung in Finance Lease und Operate Lease. Beispielsweise qualifiziert IFRS einen Vertrag als Finance Lease, wobei das Objekt analog dem Mietkauf dem Anlagevermögen des Leasingnehmers zugeordnet wird, wenn der Barwert aller vom Leasingnehmer garantierter Zahlungen aus dem Vertrag 95 % des Objektwertes übersteigt. Eine analoge Bedingung kennt US GAAP für die Klassifikation als Capital Lease, definiert jedoch die Grenze des Barwerts aller garantierter Zahlungen als 90 % des Verkehrswertes des Objektes bei Leasingbeginn.
Finance Leases (Capital Leases) sind wirtschaftlich als Finanzierungskäufe zu werten, während Operate Leases reine Mietverhältnisse darstellen.
Die Rechnungslegung von Verträgen mit Klassifizierung Finance Leases erfolgt wie bei Capital Lease nach US GAAP mit gleichen Nachteilen für den Leasingnehmer.
Ein Leasingvertrag wird nach IFRS als Finance Lease qualifiziert, wenn eine der folgenden fünf Bedingungen zutrifft, ansonsten handelt es sich um Operate Lease:
- Es erfolgt ein Eigentumsübertrag am Ende der Vertragslaufzeit.
- Es gibt eine für den Leasingnehmer vorteilhafte Kaufoption am Ende der Vertragslaufzeit. (bargain option)
- Die Vertragslaufzeit ist 75 % oder mehr der wirtschaftlichen Nutzungszeit des Objektes. (Die Regel spricht nur von major part, was unterschiedlich ausgelegt wird.)
- Der Barwert aller vom Leasingnehmer zu leistenden Zahlungen (minimum lease payments), berechnet mit dem Effektivzins des Vertrages, beträgt nahezu den Verkehrswert des Objekts bei Vertragsbeginn. (substantially all of fair market value) (meist mit 90 % angesetzt)
- Es handelt sich um Spezialleasing, das Objekt ist ohne größere Modifikationen für Dritte nicht nutzbar.

Die Darstellung hier deckt nur die wesentlichen Klassifizierungsmerkmale ab. Es gibt umfangreiche Entscheidungen zu spezifischen Vertragskonstellationen.
Es gibt Vorschläge, die Bestimmungen von US-GAAP und IFRS zu vereinheitlichen und insbesondere Verpflichtungen und Nutzungsrechte aus Operate-Leasingverträgen auch zu bilanzieren. Die Aussagefähigkeit von Bilanzen ist reduziert, wenn zum Beispiel Fluggesellschaften ganze Flugzeugflotten leasen können, ohne dass daraus resultierende Verbindlichkeiten bilanziell dargestellt werden. Das International Accounting Standards Board (IASB) will bis Mitte 2011 neue Regeln beschließen, die umfangreiche Änderungen für Leasingnehmer mit sich bringen, die Jahresabschlüsse nach IFRS erstellen müssen. Bilanzielle Vorteile des Leasing werden dann vermutlich entfallen.

## Zivilrecht (Deutschland)
Im Falle einer Mangelhaftigkeit der geleasten Sache muss der Leasingnehmer seine entsprechende Zivilklage gegen den Lieferanten der geleasten Sache richten. Dies entspricht typischerweise der vertraglich vereinbarten zivilrechtlichen Rechtslage zwischen den Beteiligten des Leasinggeschäfts. Weiter macht der Leasingnehmer in diesem Fall ein Zurückbehaltungsrecht an den Leasingraten gegenüber dem Leasinggeber geltend. Die Verjährung des Anspruchs des Leasinggebers auf Zahlung der Leasingraten ist gemäß § 205 BGB während eines auf Rückabwicklung des Kaufvertrags gerichteten Rechtsstreits des Leasingnehmers, dem unter Ausschluss der Sachmängelhaftung im Rahmen des Leasingvertrags kaufrechtliche Gewährleistungsansprüche und -rechte gegen den Lieferanten übertragen worden sind, gehemmt. Denn das Recht des Leasingnehmers, die Zahlung der Leasingraten vorläufig einzustellen, wenn er ihm übertragene Ansprüche und Rechte gegen den Lieferanten klageweise geltend macht, ist ein leasingvertraglich vereinbartes vorübergehendes Leistungsverweigerungsrecht. Die Verjährung ist auch dann gehemmt, wenn der Leasingnehmer formularvertraglich verpflichtet ist, die zurückbehaltenen Leasingraten während des Gewährleistungsprozesses zu Sicherungszwecken gemäß den §§ 232 ff BGB bei Gericht zu hinterlegen. Das den Verzug ausschließende Recht zur vorläufigen Einstellung der Zahlung der Leasingraten gemäß § 205 BGB entfällt rückwirkend, wenn die auf Rückabwicklung des Kaufvertrags gerichtete Klage gegen den Lieferanten rechtskräftig abgewiesen wird. Erweist sich der Rücktritt des Leasingnehmers als unberechtigt, steht fest, dass der Anspruch des Leasinggebers auf Zahlung der Leasingraten insgesamt begründet und nicht etwa zeitweilig unbegründet war. Die durch das Recht des Leasingnehmers zur vorläufigen Einstellung der Leasingraten erfolgte Hemmung der Verjährung des Anspruchs des Leasinggebers auf Zahlung der Leasingraten nach § 205 BGB wirkt auch gegen den Bürgen, der sich verpflichtet hat, für die Verbindlichkeiten des Leasingnehmers aus dem Leasingvertrag einzustehen.

## Leasinggesellschaft

### Organisation und Arbeitsweise

#### Besitzgesellschaft und Doppelstockmodell
Einige Leasinggesellschaften arbeiten mit Besitzgesellschaften, die die Leasingobjekte erwerben und an die Leasinggesellschaft verleasen, die sie dann an Endverbraucher weiter verleast. Besitz- und Leasinggesellschaften haben oft denselben Eigentümer.
Diese Konstruktion hat zwei Vorteile.
Es entstehen Steuervorteile, weil die Besitzgesellschaften mit hohem Anlagevermögen in Gemeinden mit geringer Gewerbesteuer oder im Ausland angesiedelt werden. Ferner können Gewinne durch entsprechende Gestaltung des Leasingvertrages zwischen Besitz- und Leasinggesellschaft an den Ort der Besitzgesellschaft gesteuert werden. Diese Konstruktionen sind aber teilweise auch aus Gründen der Wettbewerbsfähigkeit notwendig, um Steuerneutralität zu Kreditfinanzierungen zu erreichen. Bis Ende 2008 waren Leasingunternehmen vom Bankenprivileg der Gewerbesteuer ausgeschlossen, seither können lediglich reine Finanzleasingunternehmen dieses in Anspruch nehmen.
Zum anderen erleichtert diese Konstruktion die Finanzierung. Leasinggesellschaften finanzieren sich häufig durch Verkauf der Forderungen aus Leasingverträgen an eine Bank, da dieses wegen der Gewerbesteuerbenachteiligung gegenüber Banken steuerneutral ist. Der ausgezahlte Barwert dient dann zur Bezahlung des Leasingobjektes und deckt die Marge der Leasinggesellschaft. Dabei spielt die Bonität des Leasingnehmers eine Rolle. In der Konstruktion mit einer Besitzgesellschaft kann auch die Forderung des Leasingvertrages zwischen Besitz- und Leasinggesellschaft verkauft werden. Insbesondere Leasinggesellschaften von Herstellern mit einem Interesse des Absatzes ihrer Produkte auch an bonitätsschwache Kunden können die Refinanzierung so bewerkstelligen, tragen dann aber das Ausfallrisiko, denn der Vertrag zwischen Besitz- und Leasinggesellschaft ist von Störungen des Vertrages zwischen Leasinggesellschaft und Endverbraucher nicht betroffen. Günstigere Refinanzierungszinsen können ein anderer Grund für die Refinanzierung des Leasinggeschäftes zwischen Besitz- und Mietgesellschaft sein.

#### Refinanzierung
Einige große Leasinggesellschaften haben Finanzierungsabteilungen oder eigenständige Finanzierungstöchter, die die neu abgeschlossenen Leasingverträge in Pakete nach Laufzeiten und Risiken bündeln und über diese umfangreicheren Volumina mit Banken verhandeln. Auch die Wandlung in verzinsliche Wertpapiere (forderungsbesicherte Wertpapiere, besicherte Geldmarktpapiere) und deren Verkauf am Kapitalmarkt wird praktiziert.
Kleinere Leasingunternehmen suchen hingegen in jedem Einzelfall eine refinanzierende Bank oder ein auf die Refinanzierung von Leasingunternehmen spezialisiertes Unternehmen und können erst im Erfolgsfall einen Leasingantrag annehmen. Meist wird dabei die vom Leasingnehmer zu leistende Mindestzahlung aus einem Leasingvertrag verkauft.
Für Großobjekte werden spezielle Finanzierungen mit häufig mehreren beteiligten Banken aufgesetzt. Die Finanzierung durch Anteilseigner als Investoren in das Objekt ist eine andere Variante.
Einige Gesellschaften arbeiten mit hohem Eigenkapital, welches über Leasingfonds und dem Status der Anleger als atypische stille Gesellschafter realisiert wird, was Steuervorteile für die Anleger mit sich bringt, aber auch Risiken. Wegen Insolvenzen von Leasingunternehmen und Problemen mit der Einhaltung der Prospektversprechen stehen einige dieser Fonds in der Kritik.
Infolge der Finanzkrise haben Banken auf Grund des Verlustes von Teilen ihres Eigenkapitals die Refinanzierung von Leasinggeschäften reduziert oder ganz eingestellt, darunter Landesbanken wie die LBBW. Refinanzierungsmittel sind in der Leasingbranche dadurch knapp und teurer geworden. Die Diskreditierung der Forderungsbesicherten Wertpapiere als Alternative infolge der Finanzkrise kommt hinzu.

### Wettbewerbsbenachteiligung
Die Leasingbranche in Deutschland beklagt eine Wettbewerbsverzerrung gegenüber Banken und Kreditfinanzierungen.
Förderprogramme der Länder oder des Bundes für Investitionen bauen häufig auf subventionierte Kredite auf, die für eine Leasingfinanzierung nicht offen sind.
Seit Ende 2008 ist Finanzierungsleasing in Deutschland eine erlaubnispflichtige Finanzdienstleistung im Sinne des Kreditwesengesetzes (KWG). Damit geht ein erhöhter bürokratischer Aufwand durch vorgeschriebene Berichte an die BaFin einher, der die meist kleinen Leasingunternehmen vergleichsweise stärker beansprucht.
Steuerliche Benachteiligungen gegenüber Banken in Deutschland wurden hingegen nach Auffassung des BDL Bundes Deutscher Leasingunternehmen nur unzureichend beseitigt. Bezahlte Zinsen können anteilig zu einem Viertel zum Gewerbeertrag [siehe § 8 Nr.1 Buchst. d), e) GewStG] hinzuaddiert werden, der Bemessungsgrundlage der Gewerbesteuer. Die Refinanzierung von Banken ist im sogenannten Bankenprivileg § 19 GewStDV davon ausgenommen. Die Begünstigung auch von Leasinggesellschaften wurde 2008 eingeführt, aber auf Gesellschaften beschränkt, die ausschließlich Finanzleasing betreiben. Hilfs- und Nebengeschäfte (z. B. Serviceleistungen) sind bis zu einem Umfang von 50 % unschädlich, so dass die überwiegende Mehrheit der Unternehmen die Erleichterung in Anspruch nehmen kann.
Für den Leasingnehmer ist die Organisation einer Leasinggesellschaft ohne Belang. Eine effiziente Arbeitsweise sollte sich in fairen Vertragsbedingungen und günstigen Konditionen widerspiegeln.

### Betrugsfälle
In der Vergangenheit gab es etliche Betrugsfälle, am bekanntesten wurden die Fälle Flowtex und Kronenberg. Gar nicht vorhandene Bohrgeräte wurden im Fall der Firma Flowtex an Leasinggesellschaften verkauft und zurückgemietet. Im Fall der Firma Kronenberg wurden Scheingeschäfte mit Klavieren getätigt. Bei Geräten, die anders als Autos nicht mit eindeutigen Dokumenten wie einem Kraftfahrzeugbrief verbunden sind, ist Betrug dieser Art aus der Informationslage einer Leasinggesellschaft schwer erkennbar. Auch in anderen Fällen haben Unternehmen sich betrügerisch Kredite erschlichen, indem sie vorhandene Maschinen an mehrere Leasinggesellschaften zugleich verkauften und zurück mieteten.
Das Verkaufen der geleasten Geräte und das Abtauchen der Leasingnehmer ist eine andere Betrugsvariante.
Wenn Lieferant und Leasingnehmer gemeinsam das Ziel verfolgen, eine Straftat gegen eine Leasinggesellschaft zu begehen, ist das für eine Leasinggesellschaft besonders schwer zu erkennen. An den Leasingnehmer gelieferte Geräte werden vom Lieferanten falsch deklariert und überteuert abgerechnet, andererseits bestätigt der Leasingnehmer gegenüber der Leasinggesellschaft den Erhalt der deklarierten Geräte. Mit der Bezahlung der gar nicht oder nicht in der deklarierten Qualität gelieferten Objekte an den Lieferanten haben sich Lieferant und Leasingnehmer einen Kredit erschlichen. Fälle dieser Art werden meist erst bei Insolvenz und Sicherstellung der Objekte aufgedeckt. Da die Leasinggesellschaften Kaufrechte wie die Abnahme der Geräte an den Leasingnehmer abtreten, hat die Abwicklung bei krimineller Energie der Vertragspartner Schwachpunkte.

## Leasingmarkt (Deutschland)
Den Angaben des Bundesverbandes Deutscher Leasingunternehmen sowie unabhängiger Wirtschaftsinstitute sind folgende Zahlen zu entnehmen:
Das Neugeschäftsvolumen mit Leasing wurde für 2014 wie folgt geschätzt:
- Immobilien 1,4 Milliarden €
- Mobilien 45,9 Milliarden €

Die Prognose beinhaltet einen durch die Finanzkrise verursachten Rückgang des Neugeschäfts um zirka 20 %. Nach Auskunft des Verbandes liegt das nicht nur an der Nachfrage. Viele Leasingunternehmen haben Probleme mit der Beschaffung von Refinanzierungsmitteln, da Banken ihr Kreditengagement reduzieren.
Der Gesamtbestand an leasingfinanzierten Ausrüstungen wird mit zirka 200 Milliarden Euro angegeben.
Die hauptsächlich geleasten Produktgruppen sind:
- Straßenfahrzeuge 63,4 %
- Produktionsmaschinen 12,1 %
- Büromaschinen und EDV 9,6 %

Leasing soll in Deutschland einen Anteil von rund 21 % an den gesamtwirtschaftlichen Ausrüstungsinvestitionen haben. Diese Leasingquote genannte Zahl differiert bei Betrachtung einzelner Branchen erheblich. Der Anteil der 2008 mit Leasing finanzierten Investitionen in einigen Branchen:
- Baugewerbe 82,7 %
- Handel 34,8 %
- verarbeitendes Gewerbe 18,3 %
- Dienstleistungen 12 %

Die Zahl der unabhängig voneinander operierenden und aktiv am Markt teilnehmenden Leasingunternehmen in Deutschland ist schwierig zu bestimmen. Bei vielen Leasingunternehmen handelt es sich um Objektgesellschaften, die ausschließlich für die Finanzierung eines bestimmten Leasingobjektes wie einer Immobilie gegründet wurden. Nach Fusionen kleinerer Leasingunternehmen wurden eingeführte Firmennamen häufig beibehalten, obwohl es sich nicht mehr um unabhängig voneinander tätige Unternehmen handelt. Leasingunternehmen sind vertriebsorientiert und gründen gelegentlich Tochterunternehmen, um über Firmennamen wie X Autoleasing GmbH Kunden mit spezifischem Interesse anzusprechen. Dem BDL Bund Deutscher Leasingunternehmen gehören zirka 190 Leasingunternehmen an. Eine von der Zeitschrift FLF Finanzierung Leasing Factoring in Ausgabe 6/2009 veröffentlichte Liste nennt 2221 aktive Leasinggesellschaften. 344 Unternehmen haben nach einer Tabelle der Bundesbank mit Stand September 2009 die Erlaubnis zum Betreiben von Finanzleasinggeschäften beantragt.
Die Struktur der Leasinggesellschaften ist in Deutschland durch kleine Gesellschaften geprägt. Nach Information des BDL Bund Deutscher Leasingunternehmen beschäftigt die Hälfte seiner Mitglieder weniger als 15 Mitarbeiter und nur ein Viertel der im Verband organisierten Unternehmen beschäftigen mehr als 50 Mitarbeiter. Nur drei Leasingunternehmen in Deutschland sind börsennotiert.
Einige Wirtschaftsjournalisten vermuten wegen des Umsatzrückgangs in der Finanzkrise und wegen der 2009 eingeführten Beaufsichtigung von Leasingunternehmen durch die BaFin eine bevorstehende Konsolidierung der Branche durch Fusionen und Übernahmen.
Die Branche verzeichnete erstmals 2009 in allen Objektbereichen rückläufige Abschlüsse. Der größte Objektbereich der Straßenfahrzeuge ging um über 20 Prozent zurück. In der Mittel- und Oberklasse, dem klassischen Leasing-Segment, gingen die Neuzulassungen um bis zu 20 Prozent zurück und damit einhergehend neue Leasingabschlüsse. Bestehende Leasing-Verträge wurden in der Finanzkrise häufig verlängert, anstatt neue abzuschließen. Es findet bereits eine Marktkonsolidierung des Leasinggeschäftes statt, wobei sich Banken in der Krise auf ihr Kerngeschäft und weniger auf Refinanzierungsaktivitäten bei Leasinggesellschaften konzentrieren (Recherchen des Leasinginstituts). Banken müssen nach Basel II ein Rating auch bei ihren Kunden, den refinanzierten Leasinggesellschaften, durchführen und darüber hinaus auch die Kunden der Leasingunternehmen bewerten. Ein schlechtes Rating lässt unter Umständen keine weitere Refinanzierung neuer Leasingverträge zu. Einige Leasinggesellschaften haben dadurch Probleme bei der Refinanzierung, da durch das schlechte Rating die Zinskosten steigen. Diese Verteuerungen müssen von den betroffenen Leasinganbietern an die Leasingnehmer weitergegeben werden, was vermutlich eine Marktkonsolidierung der Leasinganbieter zur Folge haben wird. Eine umfassende Kreditklemme für Leasinggesellschaften soll es Anfang 2010 aber nicht geben.

## Leasingmarkt (Österreich)
Nach Angaben des Verbands Österreichischer Leasing-Gesellschaften (VÖL) wurden 2013 in Österreich knapp 169.000 Leasingverträge mit einem Gesamtvolumen von 5,7 Mrd. Euro abgeschlossen.

## Leasingmarkt (Schweiz)
Dem Geschäftsbericht 2011 des Schweizerischen Leasingverbandes (SLV) sind folgende Angaben per 31. Dezember 2011 zu entnehmen, die sich auf die Verbandsmitglieder beziehen:
Neugeschäft (Umsatz in Milliarden CHF):
- PKW exkl. Flotten (privat und gewerblich) 6,00
- Mobile Investitionsgüter exkl. Flotten (inkl. Nutzfahrzeuge) 3,08
- Flotten 1,08
- Immobilienleasing 0,15
  - Neugeschäft total 10,31

Bestand (in Milliarden CHF):
- PKW exkl. Flotten (privat und gewerblich) 10,69
- Mobile Investitionsgüter exkl. Flotten (inkl. Nutzfahrzeuge) 8,77
- Flotten 2,06
- Immobilienleasing 1,17
  - Bestand total 22,69

Der Marktanteil nach Branchen:
- Captives (marken- oder importeurnahe Gesellschaften) 48 %
- Schweizer Banken 37 %
- Bankenzugehörige Gesellschaften 9 %
- Unabhängige Gesellschaften 6 %

Nach Schätzungen des SLV decken die Mitglieder des SLV ca. 80–90 % des gesamten Schweizerischen Leasingmarkts ab, der Gesamtmarkt dürfte einen Bestand von 26 Milliarden CHF Vertragsvolumen aufweisen.

## Bewertung aus Leasingnehmersicht
Eine Bewertung eines Leasinggeschäftes als vorteilhaft oder ungünstig ist nur im konkreten Einzelfall im Vergleich zu existenten Alternativen möglich. Ferner spielt die individuelle Gewichtung von Vor- und Nachteilen sowie die individuelle Einschätzung von Risiken eine Rolle.

### Vorteile
Für einen Leasingnehmer kann Leasing folgende Vorteile haben:
a. qualitativ: Bilanzneutralität (keine Veränderung der Eigenkapitalquote), „Pay as you earn“-Effekt, klare und transparente Kalkulationsgrundlage, bei KFZ/EDV/Maschinen: stets neue Modelle
b. quantitativ: Liquiditätsschonung bzw. -erhöhung, Eigenkapitalschonung, 100 % Fremdfinanzierung, geringerer Verwaltungsaufwand (siehe auch Basel II)
Bei nicht bilanzierungspflichtigen Freiberuflern, Behörden, Vereinen usw. kommen im Unterschied zu gewerblichen Leasingnehmern die Vorteile aber nur teilweise zur Geltung, bei Privatpersonen zum großen Teil gar nicht.
Detailliertere Betrachtung einiger möglicher Vorteile von Leasing:
- Die Liquidität wird geschont (an Stelle eines einmalig höheren Liquiditätsabflusses findet ein kontinuierlicher niedrigerer Liquiditätsabfluss statt).
- Ein mit Banken vereinbarter Kreditrahmen bleibt uneingeschränkt erhalten und wird durch die Leasinginvestition nicht in Anspruch genommen. Allerdings muss der Leasingnehmer dann sicherstellen, dass die Leasinggesellschaft den Vertrag nicht bei der Hausbank des Leasingnehmers refinanziert.
- In Deutschland sind die Leasingraten für die Einkommensteuer und Körperschaftsteuer als Betriebsausgaben steuerlich voll abziehbar, sofern der Leasingnehmer das Leasingobjekt nicht aktivieren muss (zur Aktivierung siehe sog. Leasingerlasse des Bundesministeriums der Finanzen). Bei der Gewerbesteuer erfolgt jedoch gemäß § 8 Nr.1 GewStG teilweise eine Hinzurechnung dieser Betriebsausgaben. Es handelt sich hierbei allerdings nur scheinbar um einen Vorteil gegenüber der Kreditfinanzierung, denn Bankzinsen und Abschreibungen sind ebenfalls steuerlich voll absetzbar. Allerdings kann die Steuerlast beim Leasing kurzfristiger gesenkt werden, da der Leasingnehmer im Gegenzug zur Abschreibung nicht an die Nutzungsdauern der AfA-Tabelle gebunden ist.
- Leasing ist für den Leasingnehmer bilanzneutral. Für steuerrechtlich den Leasingerlassen entsprechende Leasingverträge, mit Aktivierung des Leasingobjekts beim Leasinggeber, gilt: Sie sind grundsätzlich bilanzneutral und erscheinen somit nicht in der Bilanz des Leasingnehmers, der lediglich die Leasing- bzw. Mietaufwendungen in seiner Gewinn- und Verlustrechnung als Betriebsausgaben verbucht. Der Leasinggeber aktiviert die Leasinggegenstände als Anlage- bzw. Vermietvermögen und schreibt sie gemäß den AfA-Zeiten ab. Die Eigenkapitalquote des Leasingnehmers wird nicht durch Bilanzverlängerung verschlechtert.
- Die Leasingkosten sind periodisch wiederkehrende Zahlungen, die parallel zur Nutzung des Leasingobjekts anfallen. Finanzielle Vorleistungen sind nicht notwendig, da das Objekt sich durch produktive Nutzung laufend selbst finanziert („Pay as you earn“-Effekt/Kostenkongruenz).
- Die periodischen Leasingzahlungen dienen der innerbetrieblichen Planung als sichere Kalkulationsgrundlage.
- Die Vorteile von Leasing schaffen Möglichkeiten für betriebliche Innovationen und Rationalisierungen.
- Eine Entsorgung oder Verwertung bei Vertragsende durch den Leasingnehmer entfällt – das Leasingobjekt wird nach Ablauf der Leasingzeit an den Leasinggeber zurückgegeben. Durch Rückgabe der Leasingobjekte und Neubezug bleiben die Anlageobjekte eines Unternehmens stets auf dem neusten technischen Stand. Allerdings hängt es von der Kompetenz der Leasinggesellschaft ab, ob dieser eine Verwertung erfolgreicher gelingt. Ein Schreiner, der eine geleaste Holzbearbeitungsmaschine nicht mehr benötigt, kennt beispielsweise deren Wert und deren Verkaufsmöglichkeiten eventuell besser. Die Rückgabe an den Leasinggeber kann zudem mit Kosten für Deinstallation und Transport verbunden sein.
- Eventuelle geringere Einstandspreise des Leasinggebers, beispielsweise aufgrund von größeren Abnahmemengen, können an den Leasingnehmer in Form von günstigen Leasingkonditionen weitergegeben werden.
- Leasing mit entsprechendem Service durch den Leasinggeber spart für den Leasingnehmer Verwaltungsaufwand.

### Nachteile
Dem stehen folgende Nachteile oder eventuelle Nachteile für den Leasingnehmer gegenüber:
- Privatleasing:

Da Privatpersonen die Leasingraten nicht steuerlich geltend machen können, werden im privaten Bereich meist andere Finanzierungsarten gewählt. Insbesondere ist ein Bankkredit normalerweise wirtschaftlich sinnvoller. Allerdings sehen gerade Hersteller-Leasinggesellschaften im Privatleasing eine für sie hoffnungsvolle Marketing-Chance. Durch das Bewerben einer niedrigen Leasingrate wird dem potenziellen Kunden eine liquiditätsschonende Fahrzeugbeschaffung in Aussicht gestellt. Dazu kommt, dass es für große Autohersteller attraktiver ist, Rabatte in Leasingraten zu verstecken als Listenpreise zu senken oder hohe Rabatte darauf zu geben. Letzteres würde Käufer, die zu höheren Preisen gekauft haben, verärgern und die Verkehrswerte des Gebrauchtfahrzeugbestandes drücken. Für Privatkunden kann der Abschluss eines Mietkaufvertrages bei einer Leasinggesellschaft eine attraktive Alternative zu einem Ratenkredit bei der Hausbank sein, dies insbesondere dann, wenn das Angebot einer Hersteller-Leasinggesellschaft Subventionen als Marketingmaßnahmen beinhaltet, die bei einem Kauf nicht verfügbar wären. Nach Meinung einiger Experten ist Privatleasing nur dann sinnvoll, wenn der Leasingnehmer von vorneherein die Rückgabe des Leasingobjektes zum Vertragsende plant. Welches Angebot für private Kunden das günstigste ist (Leasing, Finanzierung Herstellerbank, Finanzierung Hausbank, Barkauf), lässt sich auf Grund der unerheblichen steuerlichen Aspekte relativ leicht durch Aufsummierung des Barwerts aller Kosten (Anzahlung, Summe der Raten, ggf. Abschlusszahlung) ermitteln.
- Der Leasingnehmer erwirbt kein Eigentum am Leasinggut und hat somit keine Möglichkeiten für einen eventuellen Verkauf bei Nichtnutzung oder Liquiditätsproblemen.
- Bei juristischen Streitigkeiten, z. B. aus den Bereichen Garantie und Gewährleistung kommt das Dreiecksverhältnis Leasinggeber-Leasingnehmer-Hersteller zum Tragen. Der Leasingnehmer muss unter Umständen Ansprüche gegen den Lieferanten oder Hersteller sozusagen „auf eigene Rechnung“ geltend machen. Eine Einstellung von Zahlungen an den Leasinggeber ist in der Regel nicht ohne weiteres möglich.
- Im Fall des Verlustes des Objektes während der Leasingvertragslaufzeit, beispielsweise bei Diebstahl oder Unfall eines Fahrzeuges, ersetzt zwar meist eine abgeschlossene Versicherung den Objektverlust des Leasinggebers zum Verkehrswert, der Leasingnehmer muss aber für die vorzeitige Beendigung des Leasingvertrages Gebühren und Schadensersatz an die Leasinggesellschaft zahlen. Diese hat unter anderem für die vorzeitige Ablösung von Refinanzierungen über eine feste Laufzeit ihrerseits Kosten. Zudem kann der Buchwert des Objektes höher sein als der ersetzte Verkehrswert; eine Differenz zwischen Wiederbeschaffungswert und dem Leasingrestwert muss der Leasingnehmer mit dem geforderten Schadensersatz ausgleichen. Weder eine Teil- noch eine Vollkaskoversicherung greifen hier. Um dies zu verhindern sollte der Leasingnehmer im Versicherungsvertrag eine Neuwertentschädigung vereinbaren oder als zusätzliche Versicherungsleistung bei Leasingfahrzeugen eine GAP-Deckung abschließen, die diese Differenz übernimmt.[25] Allerdings besteht bei der Finanzierung von Fahrzeugen mit Ratenkrediten ein analoges Problem. Der ersetzte Verkehrswert des verloren gegangenen Objektes ist im Allgemeinen kleiner als der zu tilgende Restkredit. Beide Wertströme verlaufen asynchron, da ein Fahrzeug gleich im ersten Nutzungsjahr einen starken Wertverlust hat, während Kreditraten am Beginn der Laufzeit einen hohen Zinsanteil und entsprechend geringere Tilgungsanteile beinhalten.
- Die ungewissen Kosten bei Rückgabe der geleasten Geräte sind zu berücksichtigen. Vertragsbedingungen, wonach der Leasingnehmer etwa die Geräte originalverpackt mit allen Bedienungsanleitungen bei einem Lager des Leasinggebers abzugeben hat, können mit erheblichen Kosten verbunden sein. Ferner gibt es häufig Streit um die Unterscheidung von normalem Verschleiß und vom Leasingnehmer zu tragende Instandhaltungskosten. Kleinere Mängel, die die grundsätzliche Nutzbarkeit nicht beeinträchtigen, werden von einem Besitzer häufig akzeptiert und aus wirtschaftlichen Gründen nicht repariert; ein Leasingnehmer ist hingegen an die Instandhaltungspflicht gebunden. Eine Entscheidung zur Verschrottung bei einer unwirtschaftlichen umfangreicheren Reparatur kann ein Leasingnehmer nicht ohne vorherige Einigung mit der Leasinggesellschaft über den Kauf des Objektes treffen, im Zweifelsfall muss er die Reparatur ausführen lassen.
- Bei komplexen Ausrüstungen, beispielsweise der IT eines Unternehmens, ergibt sich durch leasingfinanzierte Nach- und Aufrüstungen häufig kein kongruentes Laufzeitende der Leasingverträge aller Komponenten mehr. Eine Erneuerung der Gesamtausrüstung ist dann mit Kosten für die vorzeitige Beendigung noch laufender Leasingverträge belastet.
- Komplexe technologische Ausrüstungen können häufig nicht termingerecht am Tag des Endes eines Leasingvertrages ersetzt werden. Unternehmen, die auf diese Ausrüstungen angewiesen sind, gehen mit dem möglichen Verlust der Nutzungsrechte ein hohes Risiko ein, wenn sie keine Verlängerungsoption vereinbart haben.
- Bei Liquiditätsproblemen und Verhandlungen über Stundungen kann eine Hausbank, zu der langjährige Geschäftsbeziehungen bestehen, ein kooperativerer Partner sein. Leasingunternehmen besitzen mit der Drohung des Entzugs der Objekte, die ein Unternehmen möglicherweise betriebsnotwendig benötigt, ein Mittel zur Durchsetzung ihrer Interessen.

### Alternativen
Leasing steht im Wettbewerb zu anderen alternativen Finanzierungsformen:
- Beteiligungskapital
- Mezzanine-Kapital
- Factoring
- Ratenkredit
- Teilzahlungsgeschäft

## Sonstige Bedeutungen
Der Begriff Leasing ist ein dem Zeitgeist entsprechender beliebter Anglizismus, mit dem häufig Geschäfte bezeichnet werden, die keine Leasinggeschäfte sind. Ein Beispiel sind Zeitarbeitsfirmen, die die Entsendung von Arbeitnehmern in einen anderen Betrieb häufig als Personalleasing bewerben.
Wenn Unternehmen Leasing von Weihnachtsbäumen oder Leasing von Toiletten für Veranstaltungen anbieten, kann es sich im zivilrechtlichen Sinn um Leasingverträge handeln, wenngleich die Annahme normaler Mietverträge wahrscheinlicher ist. Der Begriff Leasing hat in diesem Zusammenhang aber nicht die sonst übliche Bedeutung als Finanzierungsalternative von Investitionsgütern.
Beim Leasing von Tischdecken für Restaurants und ähnlichen Angeboten steht meist die regelmäßige Dienstleistung des Abholens und der Reinigung im Mittelpunkt der Wertschöpfung. Es ist fraglich, ob die geschlossenen Verträge zivilrechtlich als überwiegende Miet- oder Leasingverträge zu werten sind.

## Trivia
Gerhard Polt hat eine satirische Geschichte über Leasing geschrieben. Ein Video-Projekt, welches die von Polt selbst gesprochene Geschichte einer Hitler-Rede hinterlegt, ist im Internet sehr populär geworden.